# Viracochiella incisella
Viracochiella incisella är en kvalsterart som först beskrevs av Kramer 1897.  Viracochiella incisella ingår i släktet Viracochiella och familjen Ceratozetidae.

## Underarter
Arten delas in i följande underarter:
- V. i. incisella
- V. i. rotundata